# 貞子復活
《螺旋》（日语：らせん），鈴木光司的懸疑、恐怖小說，以及原作衍生的電視劇 、電影、漫畫，1996年第17回「吉川英治文學新人獎」受獎作品（《螺旋》）。

## 電影
1998年1月31日日本上映，導演飯田譲治，台灣片名《七夜怪談2：復活之路 》（The Spiral）。 多數原班人馬也參與前作《午夜凶鈴》，台灣片名《七夜怪談》（Ring）同時上映，1999年《午夜凶鈴2》，台灣片名《貞子謎咒》 （The Ring2），同一導演中田秀夫。2000年1月，第3部《貞相大白》上映，改編自鈴木光司另一本小說〈誕生〉部分章節，導演鶴田法男，演員及工作人員更新。

## 電視劇
貞子復活〈日语：〉，是富士電視台於1999年7月1日至9月23日每週四晚間10點播出的電視連續劇，共13集。本劇改編自作家鈴木光司的同名小說，也是日劇《惡靈貞子》的續作。此劇亦分別於2002年4月14日起在台灣超級電視台播放，香港無線電視翡翠台也繼播映完《惡靈貞子》後引進本劇以《凶鈴後傳》之名於2002年1月7日起播映；

### 電視劇劇情背景
四位年輕人看了一卷錄影帶後，於第13天死亡，死因皆為心臟麻痺。淺川和行的姪女恰巧也是其一，剛好他又是一位新聞記者，於是展開事後調查。後來發現他們13天前一起出去玩，住在一個渡假小屋。淺川開始著手調查，進而發現一捲MTV，要還給管理員時，他竟然也因為心臟暴斃而亡？原來管理員在年輕人看完後自己也有看過，剛好也是第13天。後來淺川因某種機機緣而和一大學教授同時也是超能力專家高山龍司共同解開錄影帶玄機；發現是某超能力者用念力寫下的詛咒，看完錄影帶的人13 天會死！那麼淺川要如何在13天內解除錄影帶的魔咒呢？

### 電視劇出演
- 安藤満男 - 岸谷五朗
- 相原夏美 - 吉本多香美
- 織田恭助（東健一） - 田邊誠一
- 安藤美和子 - 純名里沙
- 安藤孝則 - 工藤雅哉
- 高野舞（山村貞子） - 矢田亞希子
- 山村貞子 - 木村多江
- 西島久美子 - 野村佑香
- 西島美咲 - 須藤理彩
- 浅野大輔 - 東根作寿英
- 河合徹 - 升毅
- 笠原努 - 大河内浩
- 高村典子 - 及川麻衣
- 杉崎竹雄 - 問田憲輔
- 宮島敬助 - 甲本雅裕
- 今西誠司 - 陰山泰
- 今西の妻 - 円城寺あや
- 武井みゆき - 矢田絵実理
- 亜美/里美 - 大島優子
- 織田の助手 - 梓真悠子
- 陸田博 - 内藤剛志

### 電視劇製作群
- 原作 鈴木光司
- 脚本 蒔田光治　田中一彦
- 企畫 清水賢治　長部聡介
- 製作人 加藤正俊
- 演出 木下高男　西谷弘　都築淳一
- 音樂 Dennis Martin
- スタントコーディネート 釼持誠

### 電視劇主題歌
- 主題曲  『誰がために鐘は鳴る』 rough laugh
- 插入曲  『DOUBLE OR NOTHING』 COLOR

## 各話標題、播放日、收視率
| 各話                                                         | 播放日期      | 標題                          | 脚本     | 演出     | 收視率 |
| ------------------------------------------------------------ | ------------- | ----------------------------- | -------- | -------- | ------ |
| 第1話                                                        | 1999年7月1日  | 貞子の復讐 リングを超える恐怖 | 蒔田光治 | 木下高男 | 15.1%  |
| 第2話                                                        | 1999年7月8日  | 死者は井戸を見る              | 蒔田光治 | 木下高男 | 15.0%  |
| 第3話                                                        | 1999年7月15日 | 私が私を殺しに来る…           | 田中一彦 | 西谷弘   | 13.4%  |
| 第4話                                                        | 1999年7月22日 | 死者が蘇る…伝説の村へ         | 蒔田光治 | 木下高男 | 13.2%  |
| 第5話                                                        | 1999年7月29日 | この部屋に、悪魔がいた        | 蒔田光治 | 西谷弘   | 14.0%  |
| 第6話                                                        | 1999年8月5日  | もう誰にも止められない        | 田中一彦 | 木下高男 | 13.3%  |
| 第7話                                                        | 1999年8月12日 | 貞子を作った男                | 蒔田光治 | 西谷弘   | 12.1%  |
| 第8話                                                        | 1999年8月19日 | 二度死ぬ子供…                 | 蒔田光治 | 木下高男 | 13.6%  |
| 第9話                                                        | 1999年8月26日 | 憎悪のリングが完成する        | 田中一彦 | 西谷弘   | 11.8%  |
| 第10話                                                       | 1999年9月2日  | 囚人は看守に殺される          | 蒔田光治 | 都築淳一 | 13.1%  |
| 第11話                                                       | 1999年9月9日  | 予言者は殺される              | 田中一彦 | 木下高男 | 12.0%  |
| 第12話                                                       | 1999年9月16日 | 明日、世界は破滅する          | 蒔田光治 | 西谷弘   | 15.0%  |
| 最終話                                                       | 1999年9月23日 | 永遠に生きるもの              | 蒔田光治 | 木下高男 | 11.0%  |
| 平均收視率13.3% ，關東地區之收視率由Video Research Ltd統計。 |               |                               |          |          |        |